# Rock Hard
Rock Hard — німецький музичний журнал, що існує з 1983 року.
Засновниками журналу стали підлітки Уве Лерх та Хольгер Стратман з Дортмунду, Німеччина. 1983 року вони створили фензин, присвячений субкультурі хардроку. Перші декілька років Rock Hard створювався та розповсюджувався власними зусиллями ентузіастів, та містив статті та огляди музичних релізів. 1987 року журнал розповсюджувався по всій Німеччині, а пізніше — в інших країнах, таких як Швейцарія, Австрія, Франція, Італія, Чехія, Словаччина, Греція та Норвегія.
Окрім друкованого видання, починаючи з 2013 року журнал виходить у мобільному застосунку, а з 2018 року має власний вебпортал, присвячений рок-музиці. За підтримки журналу з 2010 року проходить фестиваль важкої музики, в якому брали участь провідні рок-гурти, серед яких Accept, Dio, Thin Lizzy, In Extremo, Machine Head, Saxon, In Flames, Blind Guardian, Down, UFO, Doro, Kreator, Queensrÿche та King Diamond.